# La Chapelle-du-Bard
La Chapelle-du-Bard este o comună în departamentul Isère din sud-estul Franței. În 2009 avea o populație de 483 de locuitori.

## Evoluția populației
| An        | 1975 | 1982 | 1990 | 1999 | 2006 | 2009 |
| --------- | ---- | ---- | ---- | ---- | ---- | ---- |
| Populație | 314  | 295  | 346  | 426  | 471  | 483  |